# DuvelDuvel
DuvelDuvel is een Nederlands hiphopformatie uit Rotterdam bestaande uit Duvel, Supahdupah en DJ Git Hyper. Rein de Vos is niet meer actief binnen de groep en Dion heeft de formatie inmiddels om onbekende redenen verlaten.

## Biografie
De Rotterdamse groep DuvelDuvel ontstond midden jaren 80, maar gebruikte toen de naam "Clan of 26". Dit werd in de jaren 90 "Clan Stronghold". Rond 1997 besloot de frontman Duvel na lang aandringen van de kunstenaar Nafer (en oud Clan of 26-lid) het eens in het Nederlands te proberen. Duvel, Supahdupah en Rein de Vos opereerden vanuit hun hoofdkwartier "de Aperotz" en waren eerst voornamelijk actief in het Engels, bij vorming van de formatie DuvelDuvel begonnen ze voor het eerst in het Nederlands te rappen. In 1998 kwam het debuutalbum Rijmpappie nr. 1 uit. De groep mengde als eerste Nederlandstalige rap met Surinaamse uitdrukkingen en woorden. In 1999 kwam het tweede album De Koptheorie uit. In 2000 besloot de groep het derde album Ti Ta To in MP3-vorm gratis ter beschikking te stellen op de website. In 2001 verschenen onder de noemer tracks uit de periode 1998-2000 op de website.
In 2002 kwam de groep Opgezwolle via Dsan in contact met DuvelDuvel. Het resulteerde in een eerste samenwerking op de track 'pimp rappers'. Deze verscheen op het DuvelDuvel album van aap tot primaat. In hetzelfde jaar maakten de twee groepen samen een album op, genaamd Opgeduveld. Het album werd uitgebracht op het label Top Notch. Het in 2003 verschenen nieuwe DuvelDuvel-album De Waarheid was weer gratis te downloaden op de eigen website.
In 2004 ging de groep weer in zee met Top Notch. Kort voor de eerste release verscheen Percept. Op de website vermelde de groep Neem deze mee in aanloop naar die Aap-O-Theek. 21 juni 2004 de langste dag dropt Aap-O-Theek.
Het 20 tracks tellende album wat daar op volgde, was grotendeels door Duvel geproduceerd. Daarnaast leverden Zwollenaren Delic en Kubus beide twee producties. Op Aap-O-Theek bijt de groep fel van zich af. Ondanks de grimmigere, minder toegankelijke en/of trendgevoelige toon, werd het album door de pers zeer goed ontvangen. In hetzelfde jaar verscheen het album van producer Kubus 'Buitenwesten' waarop naast DuvelDuvel ook gastbijdragen van Opgezwolle en Jawat! staan.
In 2005 ontstonden er strubbelingen binnen de groep. Groepslid Rein de Vos werd op non-actief gezet. Naast eigen projecten waren de leden van DuvelDuvel en Opgezwolle bezig met Opgeduveld 2. In hetzelfde jaar werd er naar aanleiding van het 'Buitenwesten' album een tour georganiseerd. De tour ging langs Den Haag, Eindhoven, Haarlem, Utrecht, Groningen en Amsterdam. De deelnemende groepen en/of rappers waren: DuvelDuvel, Opgezwolle, Jawat!, Typhoon, Bla-Bla en Winne.
Wegens meningsverschillen werd het opgeduveld 2 album niet afgemaakt en uitgebracht. In 2006 bracht Duvel samen met producer Dion het Album Whisky op de apenrotz uit.
In oktober 2006 gaf DuvelDuvel aan te stoppen.
Op 15 november 2006 werd er een interview gepubliceerd met de leden van DuvelDuvel. Hierin werd duidelijk gemaakt dat DuvelDuvel zich slechts terug trekt uit de industrie, die zij niet nodig meende te hebben om muziek te kunnen maken, of om haar doelgroep te bereiken. Ook waren de verhoudingen met Opgezwolle, Jawat en het label Top Notch niet meer wat het geweest was. DuvelDuvel verscheen later wel weer op het album Colluci Era van de Fakkelbrigade. De groep verklaarde geen deel meer uit te willen maken van de hedendaagse Nederhopscene, die volgens Duvel meer weg zou hebben van een modeverschijnsel/kopieercultuur.
Op 27 juli 2007 verschijnt dan toch het nieuwe album van DuvelDuvel genaamd Puur Kultuur via het label Top Notch.
Puur Kultuur is opgenomen met Duvel, Supah en DJ Dion.
De Vos vormde samen met Kastro de Kraai en Dave de Das de hiphopformatie Audio Elixer.
In 2010 stopte Rein de Vos met Audio Elixer en kwam terug bij DuvelDuvel. De mannen zijn samen met sneakershop eigenaar WOEI hun eigen platenlabel genaamd ROTTZ begonnen. Ook Dj Git Hyper maakt tegenwoordig deel uit van DuvelDuvel. Git Hyper is ook bekend van het tv-programma Raymann is laat.
Na vier jaar uit elkaar te zijn kwam DuvelDuvel op 2 november 2015 nog eenmaal bij elkaar voor een exclusief optreden. Zij opende Poppodium Annabel in Rotterdam, een zaal met een capaciteit van 1500 bezoekers.

## Discografie

### Fysieke releases
| Jaar 1e druk | Album                         | Album   | Ep bij album | Ep bij album | Label     |
| Jaar 1e druk | Naam                          | 2e druk | Naam         | Vinyl Vorm   | Label     |
| ------------ | ----------------------------- | ------- | ------------ | ------------ | --------- |
| 2004         | Aap-O-Theek +Limited Edition  | 2005    | Krime Poku   | 12"          | Top Notch |
| 2004         | Aap-O-Theek +Limited Edition  | 2005    | Motje Poku   | 12"          | Top Notch |
| 2007         | Puur Kultuur +Limited Edition |         |              |              | Top Notch |

### MetOpgeduveld
| Jaar 1e Druk | Album      | Album   | Single    | Single     | Label     |
| Jaar 1e Druk | Naam       | 2e Druk | Naam      | Vinyl Vorm | Label     |
| ------------ | ---------- | ------- | --------- | ---------- | --------- |
| 2002         | Opgeduveld | 2005    |           |            | Top Notch |
| 2004         |            |         | Mijn Zone | 12"        | Top Notch |

### Fysieke albums
| Album met eventuele hitnotering(en) in de Nederlandse Album Top 100 | Datum van verschijnen | Datum van binnenkomst | Hoogste positie | Aantal weken | Opmerkingen |
| ------------------------------------------------------------------- | --------------------- | --------------------- | --------------- | ------------ | ----------- |
| Aap-O-Theek                                                         | 2004                  |                       |                 |              |             |
| Puur Kultuur                                                        | 2007                  | 16                    | 9               |              |             |

### Dvd's
| Dvd's met hitnoteringen in de Nederlandse Music Top 30 | Datum van verschijnen | Datum van binnenkomst | Hoogste positie | Aantal weken | Opmerkingen                            |
| ------------------------------------------------------ | --------------------- | --------------------- | --------------- | ------------ | -------------------------------------- |
| Buitenwesten - de film                                 | 2008                  | 22-03-2008            | 9               | 8            | met Jawat, Typhoon, Opgezwolle & Kubus |

### Downloadalbums
DuvelDuvel bracht eerst albums uit die je op hun site kon downloaden. Ze zijn nooit fysiek uitgebracht.
- 1998 - Rijmpappie Nr.1
- 1999 - De Koptheorie
- 2000 - TiTaTo
- 2001 - On uit gegeven
- 2002 - Van Aap naar Primaat
- 2003 - De Waarheid
- 2004 - Precept

### Mixtapes
- 2006 - Whisky op de Aperotz  met Dion